# The Collected Recordings – Sixties to Nineties
The Collected Recordings — Sixties to Nineties — сборник американской певицы Тины Тёрнер, вышедший 15 ноября 1994 года. В альбом вошли сорок восемь композиций, записанных Тиной в период с шестидесятых по девяностые годы и которые были подвергнуты ремастерингу.

## Об альбоме
Сборник состоит из трёх дисков, каждый из которых олицетворяет собой какой-либо период карьеры певицы: период тандема Айк и Тина Тёрнеры, сольное творчество до 1980-х и самые громкие хиты после не менее громкого возвращения с альбомом Private Dancer в 1984 году. Первым треком на альбоме идёт дебютный сингл «A Fool in Love», записанный с Айком Тёрнером в 1960 году, заключительным треком стал хит-сингл из последнего альбома What’s Love Got to Do with It, «I Don’t Wanna Fight», записанный в 1993 году.

## Список композиций
| №                   | Название                               | Автор(ы)                                  | Источник                                | Длительность |
| ------------------- | -------------------------------------- | ----------------------------------------- | --------------------------------------- | ------------ |
| 1.                  | «A Fool in Love»                       | Айк Тёрнер                                | The Soul of Ike & Tina Turner (1963)    | 2:53         |
| 2.                  | «It’s Gonna Work Out Fine»             | Роуз Мари Маккой [англ.] Сильвия МакКинни | Dynamite! (1963)                        | 3:03         |
| 3.                  | «I Idolize You»                        | Айк Тёрнер                                | The Soul of Ike & Tina Turner (1963)    | 2:52         |
| 4.                  | «Poor Fool»                            | Айк Тёрнер                                | Dynamite! (1963)                        | 2:33         |
| 5.                  | «A Letter from Tina»                   | Айк Тёрнер                                | The Soul of Ike & Tina Turner (1963)    | 2:34         |
| 6.                  | «Finger Poppin’»                       | Айк Тёрнер                                | Live! The Ike & Tina Turner Show (1964) | 2:47         |
| 7.                  | «River Deep — Mountain High»           | Фил Спектор Джефф Барри Элли Гринвич      | River Deep – Mountain High (1966)       | 3:39         |
| 8.                  | «Crazy ’Bout You Baby»                 | Сонни Бой Уильямсон II                    | Outta Season (1968)                     | 3:26         |
| 9.                  | «I’ve Been Loving You Too Long»        | Отис Реддинг Джерри Батлер                | Outta Season (1968)                     | 3:54         |
| 10.                 | «Bold Soul Sister»                     | Айк Тёрнер Тина Тёрнер                    | The Hunter (1969)                       | 2:36         |
| 11.                 | «I Want to Take You Higher»            | Слай Стоун                                | Come Together (1970)                    | 2:54         |
| 12.                 | «Come Together»                        | Джон Леннон Пол Маккартни                 | Come Together (1970)                    | 3:42         |
| 13.                 | «Honky Tonk Women»                     | Мик Джаггер Кит Ричардс                   | Come Together (1970)                    | 3:10         |
| 14.                 | «Proud Mary»                           | Джон Фогерти                              | Workin’ Together (1971)                 | 4:58         |
| 15.                 | «Nutbush City Limits»                  | Тина Тёрнер                               | Nutbush City Limits (1973)              | 3:00         |
| 16.                 | «Sexy Ida» (Part I)                    | Тина Тёрнер                               | Sweet Rhode Island Red (1974)           | 2:30         |
| 17.                 | «Sexy Ida» (Part II)                   | Тина Тёрнер                               | Sweet Rhode Island Red (1974)           | 3:01         |
| 18.                 | «It Ain’t Right (Lovin’ to Be Lovin’)» | Айк Тёрнер                                | Come Together (1970)                    | 2:36         |
| Общая длительность: | Общая длительность:                    | Общая длительность:                       | Общая длительность:                     | 57:09        |

| №                   | Название                                                                                          | Автор(ы)                                                          | Источник                                            | Длительность |
| ------------------- | ------------------------------------------------------------------------------------------------- | ----------------------------------------------------------------- | --------------------------------------------------- | ------------ |
| 1.                  | «Acid Queen» (Soundtrack version)                                                                 | Пит Таунсенд                                                      | саундтрек Tommy (1975)                              | 3:48         |
| 2.                  | «Whole Lotta Love»                                                                                | Джон Бонем Вилли Диксон Джон Пол Джонс Джимми Пейдж Роберт Плант  | Acid Queen (1975)                                   | 4:43         |
| 3.                  | «Ball of Confusion (That’s What the World Is Today)» (B.E.F. с участием Тины Тёрнер) (1991 remix) | Норман Уитфилд [англ.] Барретт Стронг                             | Music of Quality and Distinction, Volume One (1982) | 4:11         |
| 4.                  | «A Change Is Gonna Come» (B.E.F. с участием Тины Тёрнер)                                          | Сэм Кук                                                           | Music of Quality and Distinction, Volume Two (1991) | 4:45         |
| 5.                  | «Johnny and Mary»                                                                                 | Роберт Палмер                                                     | саундтрек Summer Lovers (1982)                      | 4:11         |
| 6.                  | «Games» (1983 demo recording)                                                                     | Андреа Фарбер Винс Меламед [англ.]                                | ранее не издавалось                                 | 4:16         |
| 7.                  | «When I Was Young»                                                                                | Эрик Бёрдон Вик Бриггс Джон Вейдер Барри Дженкинс Дэнни Маккаллох | сингл «Better Be Good to Me» (1984)                 | 3:12         |
| 8.                  | «Total Control»                                                                                   | Марта Дэвис [англ.] Джефф Журар                                   | We Are the World (1985)                             | 6:28         |
| 9.                  | «Let’s Pretend We’re Married» (Live, Chicago 1984)                                                | Принс                                                             | сингл «I Can’t Stand the Rain» (1985)               | 4:16         |
| 10.                 | «It’s Only Love» (Брайан Адамс и Тина Тёрнер)                                                     | Брайан Адамс Джим Вэлланс                                         | Reckless (1984)                                     | 3:15         |
| 11.                 | «Don’t Turn Around»                                                                               | Альберт Хаммонд Дайан Уоррен                                      | сингл «Typical Male» (1986)                         | 4:17         |
| 12.                 | «Legs» (Live, San Bernardino 1993)                                                                | Билли Гиббонс Дасти Хилл Фрэнк Бирд                               | ранее не издавалось                                 | 4:59         |
| 13.                 | «Addicted to Love» (Live, London 1986)                                                            | Роберт Палмер                                                     | Tina Live in Europe (1988)                          | 5:24         |
| 14.                 | «Tearing Us Apart» (Эрик Клэптон и Тина Тёрнер)                                                   | Эрик Клэптон Грег Филингейнс [англ.]                              | August (1986)                                       | 4:17         |
| 15.                 | «It Takes Two» (Род Стюарт и Тина Тёрнер)                                                         | Уильям «Микки» Стивенсон [англ.] Сильвия Мой [англ.]              | Vagabond Heart (1991)                               | 4:11         |
| Общая длительность: | Общая длительность:                                                                               | Общая длительность:                                               | Общая длительность:                                 | 66:14        |

| №                   | Название                                             | Автор(ы)                                             | Источник                                                              | Длительность |
| ------------------- | ---------------------------------------------------- | ---------------------------------------------------- | --------------------------------------------------------------------- | ------------ |
| 1.                  | «Let’s Stay Together»                                | Вилли Митчелл [англ.] Эл Грин Эл Джексон мл. [англ.] | Private Dancer (1984)                                                 | 5:17         |
| 2.                  | «What’s Love Got to Do with It»                      | Терри Бриттен [англ.] Грэм Лайл [англ.]              | Private Dancer (1984)                                                 | 3:46         |
| 3.                  | «Better Be Good to Me»                               | Mайк Чепмен Никки Чинн Холли Найт [англ.]            | Private Dancer (1984)                                                 | 5:10         |
| 4.                  | «Private Dancer»                                     | Марк Нопфлер                                         | Private Dancer (1984)                                                 | 7:11         |
| 5.                  | «I Can’t Stand the Rain»                             | Энн Пиблз Дон Брайант [англ.] Бернард Миллер         | Private Dancer (1984)                                                 | 3:43         |
| 6.                  | «Help!»                                              | Джон Леннон Пол Маккартни                            | Private Dancer (1984)                                                 | 4:30         |
| 7.                  | «We Don’t Need Another Hero (Thunderdome)» (7" edit) | Терри Бриттен Грэм Лайл                              | Mad Max Beyond Thunderdome: Original Motion Picture Soundtrack (1985) | 4:15         |
| 8.                  | «Typical Male»                                       | Терри Бриттен Грэм Лайл                              | Break Every Rule (1986)                                               | 4:15         |
| 9.                  | «What You Get Is What You See»                       | Терри Бриттен Грэм Лайл                              | Break Every Rule (1986)                                               | 4:27         |
| 10.                 | «Paradise Is Here»                                   | Пол Брэди                                            | Break Every Rule (1986)                                               | 5:29         |
| 11.                 | «Back Where You Started»                             | Брайан Адамс Джим Вэлланс                            | Break Every Rule (1986)                                               | 4:27         |
| 12.                 | «The Best»                                           | Mайк Чепмен Холли Найт                               | Foreign Affair (1989)                                                 | 5:29         |
| 13.                 | «Steamy Windows»                                     | Тони Джо Уайт                                        | Foreign Affair (1989)                                                 | 4:04         |
| 14.                 | «Foreign Affair»                                     | Тони Джо Уайт                                        | Foreign Affair (1989)                                                 | 4:27         |
| 15.                 | «I Don’t Wanna Fight»                                | Лулу Билли Лори Стив Дюберри [англ.]                 | What’s Love Got to Do with It (1993)                                  | 6:05         |
| Общая длительность: | Общая длительность:                                  | Общая длительность:                                  | Общая длительность:                                                   | 71:25        |

## Технический персонал
Приведен по сведениям базы данных Discogs:
- Джон Картер[англ.] — исполнительный продюсер
- Роджер Дэвис[англ.] — исполнительный продюсер
- Джон Оуэн — координатор альбома
- Джереми Хаммонд — координатор альбома
- Ларри Уолш — инженер цифрового ремикширования
- Норман Мур — арт-директор, художественное оформление
- Элиза Коэн — художник-иллюстратор
- Ларри Грейн —  автор текста для буклета